# Traian T. Coșovei
Traian T. Coșovei (né le 28 novembre 1954 – mort le 1er janvier 2014 à l'âge de 59 ans) est un poète roumain, fils du poète Traian Coșovei.
Il a étudié à l'université de Bucarest et fut membre de l'Union des écrivains de Roumanie.

## Récompenses
- Prix de l'Union des écrivains de Roumanie, 1979
- Prix de l'Association des écrivains de Bucarest, 1994
- Prix de l'Académie roumaine, 1996
- Prix international Nichita Stănescu, 2000
- Prix de l'Association des écrivains de Bucarest, 2004

## Sources
- Notices d'autorité :   - VIAF
  - ISNI
  - BnF (données)
  - IdRef
  - LCCN
  - Pays-Bas
  - WorldCat